# اخیم استینر
اخیم استینر (انگلیسی: ۱۷Achim Steiner مهٔ ۱۹۶۱) سیاستمدار، دیپلمات و یک متخصص محیط زیست، برزیلی-آلمانی است که در حال حاضر مدیر برنامه عمران ملل متحد است. استینر پیش از پیوستن به (UNDP)، مدیر اجرایی برنامه محیط زیست سازمان ملل متحد (UNEP) طی سالهای (۲۰۰۶–۲۰۱۶) بود وی همچنین طی سالهای (۲۰۱۶–۲۰۱۷) مدیر مدرسه آکسفورد مارتین بود. علاوه براین استینر در سمت مدیر کل اتحادیه بین‌المللی حفاظت از محیط زیست (IUCN) و همچنین دبیرکل کمیته جهانی سدها خدمت کرده‌است.

## زندگی‌نامه
اخیم استینر پسر یک کشاورز آلمانی بود که به ریودوژانیرو پایتخت برزیل مهاجرت کرد، آخیم استینر در سال ۱۹۶۱ در برزیل متولد شد و دارای تابعیت آلمانی و همچنین برزیلی است. او به مدرسه کارازینهو و کالج دوور رفت. استینر لیسانس خود را از کالج ووستر از دانشگاه آکسفورد و مدرک کارشناسی ارشد خود را از دانشکده مطالعات شرقی و آفریقایی (SOAS) دانشگاه لندن اخذ کرد، وی متخصص توسعه اقتصاد، برنامه‌ریزی منطقه‌ای، توسعه بین‌المللی و سیاست زیست‌محیطی است. او همچنین در انستیتو توسعه آلمان و مدرسه بازرگانی دانشگاه هاروارد تحصیل کرده‌است.

## سابقه حرفه‌ای
استینر در سال ۱۹۸۹ به ریاست توسعه روستایی (GIZ) آلمان منصوب شد و کار خود را آغاز کرد. او از سال ۱۹۹۱ تا ۱۹۹۷ دراتحادیه بین‌المللی حفاظت از محیط زیست (IUCN) در جنوب آفریقا و واشینگتن، دی سی مشغول به کار بود. وی مشاور پیشین کمیسیون رودخانه مکونگ طی سالهای (۱۹۹۷–۱۹۹۸) بود، سپس دبیرکل کمیته جهانی سدها شد، و در سال ۲۰۰۱ مدیرکل اتحادیه بین‌المللی حفاظت از محیط زیست شد.